# Bembidion cordatum
Bembidion cordatum är en skalbaggsart som beskrevs av Leconte 1848. Bembidion cordatum ingår i släktet Bembidion och familjen jordlöpare. Inga underarter finns listade i Catalogue of Life.